# Carlo Tornedo
Carlo Tornedo, egentligen Karl-Evert Forsberg, född den 19 juni 1926 i Göteborg, död 16 april 2021 Malmö, var en svensk internationellt känd illusionist och mentor till Joe Labero.
Forsberg var tidigt fascinerad av trolleri, efter att ha vunnit en talangtävling 1948, blev han 1949 medlem i Svensk Magisk Cirkel, dess ombudsman Nils Simonsson rekommenderade honom att ställa upp i de trolleritävlingar, som de nordiska trolleriföreningarna anordnade.
Detta resulterade i att han började få bra placeringar vid olika trollerikongresser. Till exempel i Stockholm 3:e pris 1950, 1:a pris 1951 och Grand Prix 1953. I Köpenhamn 1:a pris i manipulation 1949, Grand Prix 1950 – och 1951 både Grand Prix och första pris i manipulation och i presentation. 1:a pris i manipulation vid världskongresserna i Barcelona 1950 och i Paris 1951 samt Hors Concours i Geneve 1952.
Han var från 1954 gift med Caracas-födda simhopperskan Meta de Sota (1926–2018), som också var hans partner på scen.
Efter sin pensionering var han artistchef på showrestaurangen Kronprinsen i Malmö. 
Carlo Tornedo och Meta de Sota är begravda på Limhamns kyrkogård i Malmö.